# عشق پاینده (فیلم)
عشق پایدار (انگلیسی: Enduring Love) فیلمی در ژانر درام به کارگردانی راجر میشل است که در سال ۲۰۰۴ منتشر شد.

## بازیگران
- دنیل کریگ
- ریس ایفانز
- سامانتا مورتون
- بیل نای
- سوزان لینچ
- اندرو لینکولن
- بن ویشاو
- کورین ردگریو
- هلن مک‌کوری
- فلیسیته دو ژو